# 聖アンナと聖母子 (カラヴァッジョ)
『聖アンナと聖母子』（せいアンナとせいぼし、英: Madonna and Child with St. Anne）、または『馬丁たちの聖母』（ばていたちのせいぼ、伊: Madonna dei palafrenieri、英: Madonna dei Palafrenieri）、または『ヘビの聖母』（ヘビのせいぼ、伊: Madonna della Serpe、英: Madonna and the Serpent）は、イタリアのバロック期の巨匠ミケランジェロ・メリージ・ダ・カラヴァッジョが1605-1606年にキャンバス上に油彩で描いた祭壇画である。元来、ローマのサン・ピエトロ大聖堂内の「馬丁たちの聖アンナ信心会」（Arciconfraternita di Sant'Anna de Parafrenieri) の礼拝堂祭壇のために制作された。作品は、その後、シピオーネ・ボルゲーゼ枢機卿に売却され、現在、ローマのボルゲーゼ美術館に所蔵されている。

## 背景
1605年、馬丁たちの聖アンナ信心会は、サン・ピエトロ大聖堂内の彼らの聖アンナに捧げられた礼拝堂祭壇用に新たな絵画を注文することに決めた。当時のサン・ピエトロ大聖堂は新しいものに改築中であり、信心会の祭壇は旧聖堂の身廊部分にあった。この祭壇画が誰の仲介でカラヴァッジョに委嘱されたのかはわかっていないが、1606年4月8日に祭壇画は間違いなく完成していた。カラヴァッジョの唯一の肉筆である、以下の自筆文書が残っているからである。

私ことミケランジェロ・メリージ・ダ・カラヴァッジョは、聖アンナ信心会のために描いた絵画に満足し、償われました。下記署名者たる私は信仰を持ってこれを書きました。1606年4月8日

しかしながら、8日後の4月16に、馬丁たちの聖アンナ信心会はこの祭壇画を彼らの小聖堂馬丁たちの聖アンナ教会に移している。そして、それから1か月もたたない6月16日に、信心会は祭壇画を見たシピオーネ・ボルゲーゼ枢機卿に本作を売却することとなった。このような経緯は、どのような状況によるのであろうか。伝記作者ジョヴァンニ・ピエトロ・ベッローリは『聖母の死』 (ルーヴル美術館、パリ) が別の絵画に替えられたと述べた後、以下のように記している。

もう1つの絵、聖アンナの絵も、サン・ピエトロ大聖堂の小祭壇の1つから取り払われた。この絵には、聖母と裸の幼児キリストが下品に描かれており、その様子はヴィッラ・ボルゲーゼ (現在のボルゲーゼ美術館) で見る通りである。

もう1人の伝記作者ジョヴァンニ・バリオーネはもっと詳しい説明をしている。

彼カラヴァッジョはまた、ヴァチカンのサン・ピエトロ大聖堂に『聖母と聖アンナ』を描いた。聖母は脚の間に幼児キリストを抱きかかえ、足でヘビの頭を踏みつぶしている。この作品はヴァチカン宮のパラフレニエーリ (馬丁たち) の注文で制作されたが、大聖堂造営局の枢機卿たちの命令で取り払われた。その後、パラフレニエーリたちからシピオーネ・ボルゲーゼ枢機卿に贈られた。

ベッローリのいうように、本作は聖母の胸元が開き、キリストが裸であることに加え、聖アンナがみすぼらしい老婆として表されているなど適切さを欠き、「下品」と見なされたのかもしれない。しかし、1606年5月にローマ教皇となったパウルス5世は、新たなサン・ピエトロ大聖堂には私的礼拝堂を認めないという方針を示した。そこで、バリオーネが述べているように、大聖堂の管財局は馬丁たちの聖アンナ信心会が本作を取り外すよう命令したのだと思われる。実際、信心会は5月4日に最後の嘆願をしているが、認められなかった。

## 作品

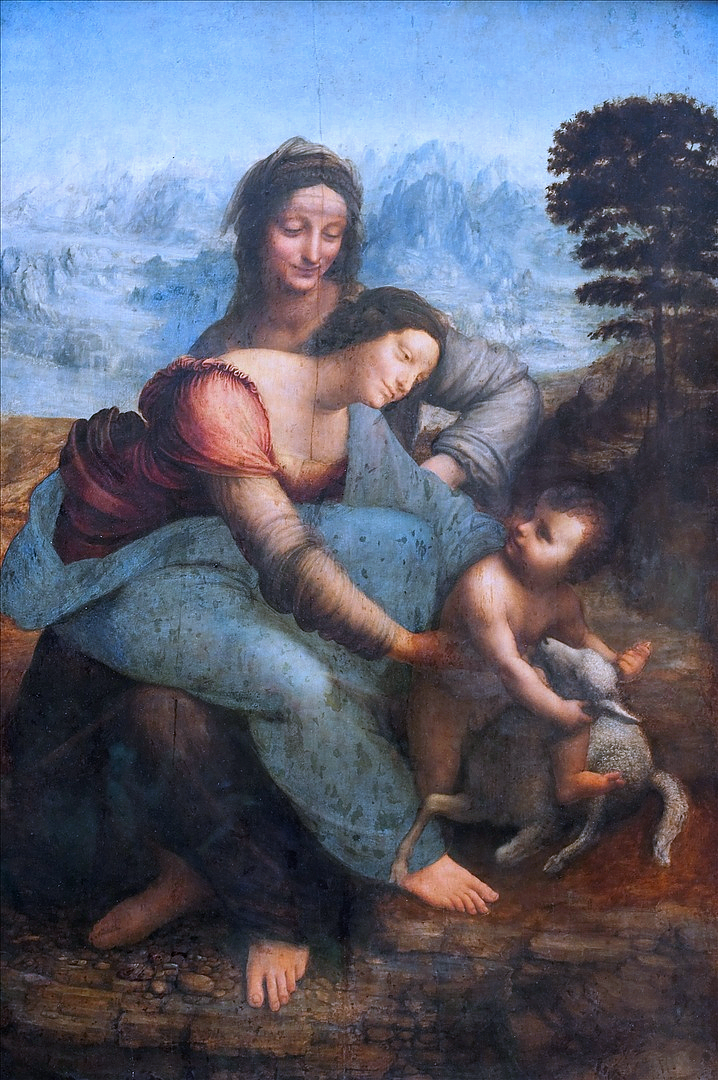
レオナルド・ダ・ヴィンチ『聖アンナと聖母子』 (1508年ごろ)、ルーヴル美術館、パリ

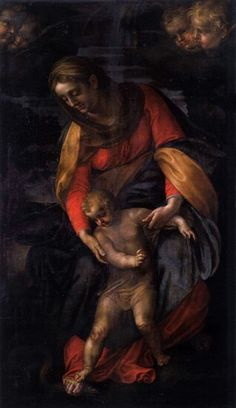
ジョヴァンニ・アンブロージョ・フィジーノ『ヘビの聖母』 (1600-1601年)、サンタントーニオ・アバーテ聖堂、ミラノ

「聖アンナと聖母子」という主題は、聖アンナと聖母子を配置するのが難しく、まとめにくい主題である。盛期ルネサンス期の巨匠レオナルド・ダ・ヴィンチもこの主題で構図を決めるのに苦労したようで、『聖アンナと聖母子』 (ルーヴル美術館、パリ) のポーズは不自然で、現実にはありえないものである。この主題を描くにあたり、カラヴァッジョは、ヘビを踏みつける聖母子を中心とし、聖アンナを脇で立ち会わせる図像を採用している。この「ヘビの聖母」は珍しい主題であり、ジョヴァンニ・アンブロージョ・フィジーノの同主題作以外には作例がない。カラヴァッジョは、ミラノに滞在していた時期にフィジーノの助手をしていたのではないかと考える研究者もいるが、カラヴァッジョはフィジーノの作品を記憶にとどめ、本作の着想を得たと思われる。
上部にぼんやりと天井が見える、装飾のない曖昧で暗い空間には、聖母子と聖アンナが立ち、サーチライトのような2つの光が3人を照らしている。聖母マリアと聖アンナには光輪 (宗教美術) が描かれている一方、キリストには描かれていない。聖母は暗青色のスカートに胸元の開いた赤色の服を纏い、青色のマントを肩にかけている。彼女は、割礼をされていない3歳か4歳くらいの裸のキリストを支えており、裸足の左足でヘビの頭を踏みつけている。幼いキリストも左足を聖母の足の上に置いている。のたうつヘビの描写はリアルであるが、現実のヘビを観察したものであろう。このヘビは原罪の象徴であり、これを聖母とともにキリストが踏む図像は、聖母の無原罪の御宿りと神性を表すカトリック教会の宗教改革期特有のものである。ヘビはまた異端の象徴でもある。

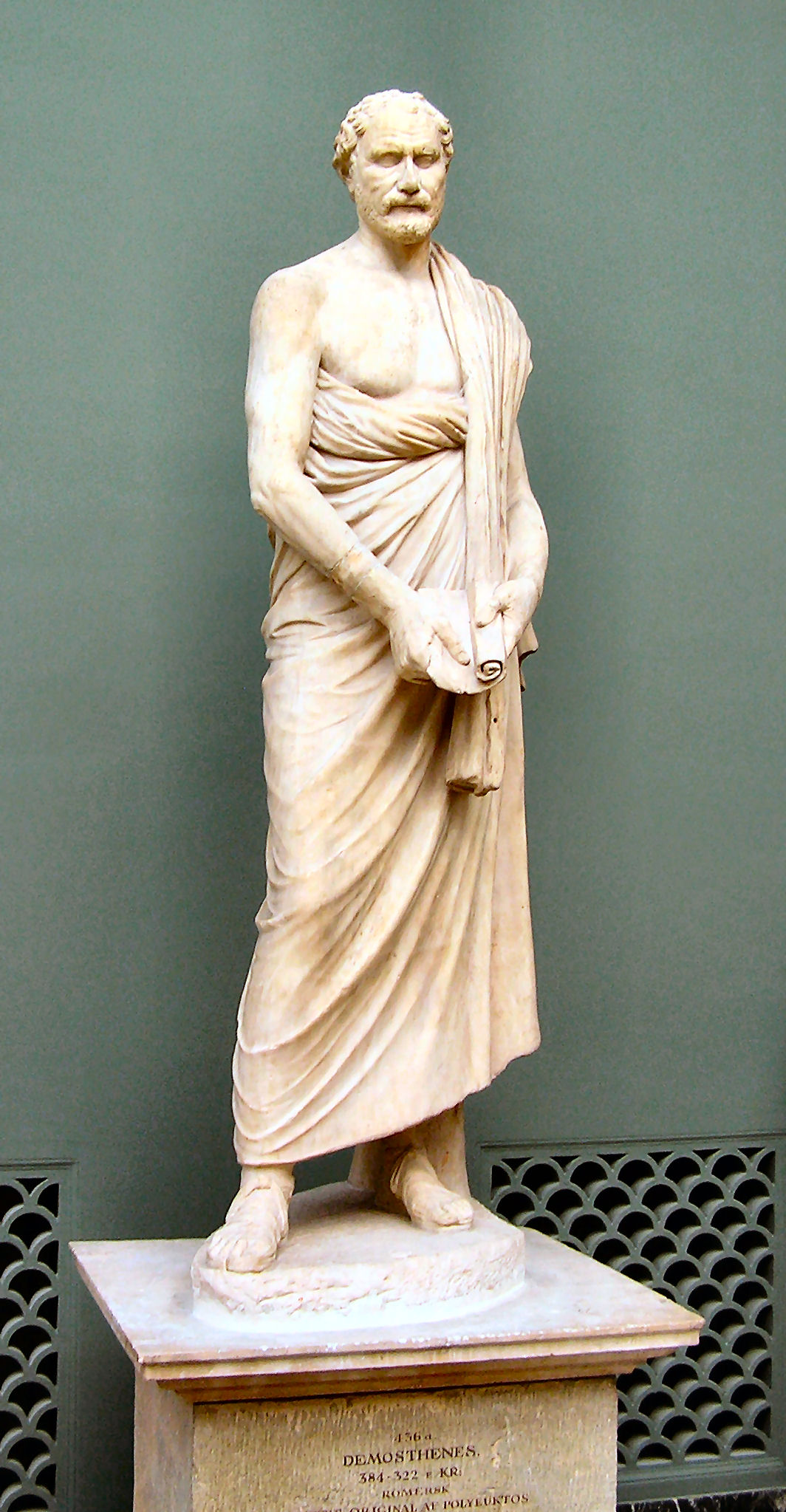
『デモステネス像』 (1世紀)、ニイ・カールスベルク・グリプトテク美術館、コペンハーゲン

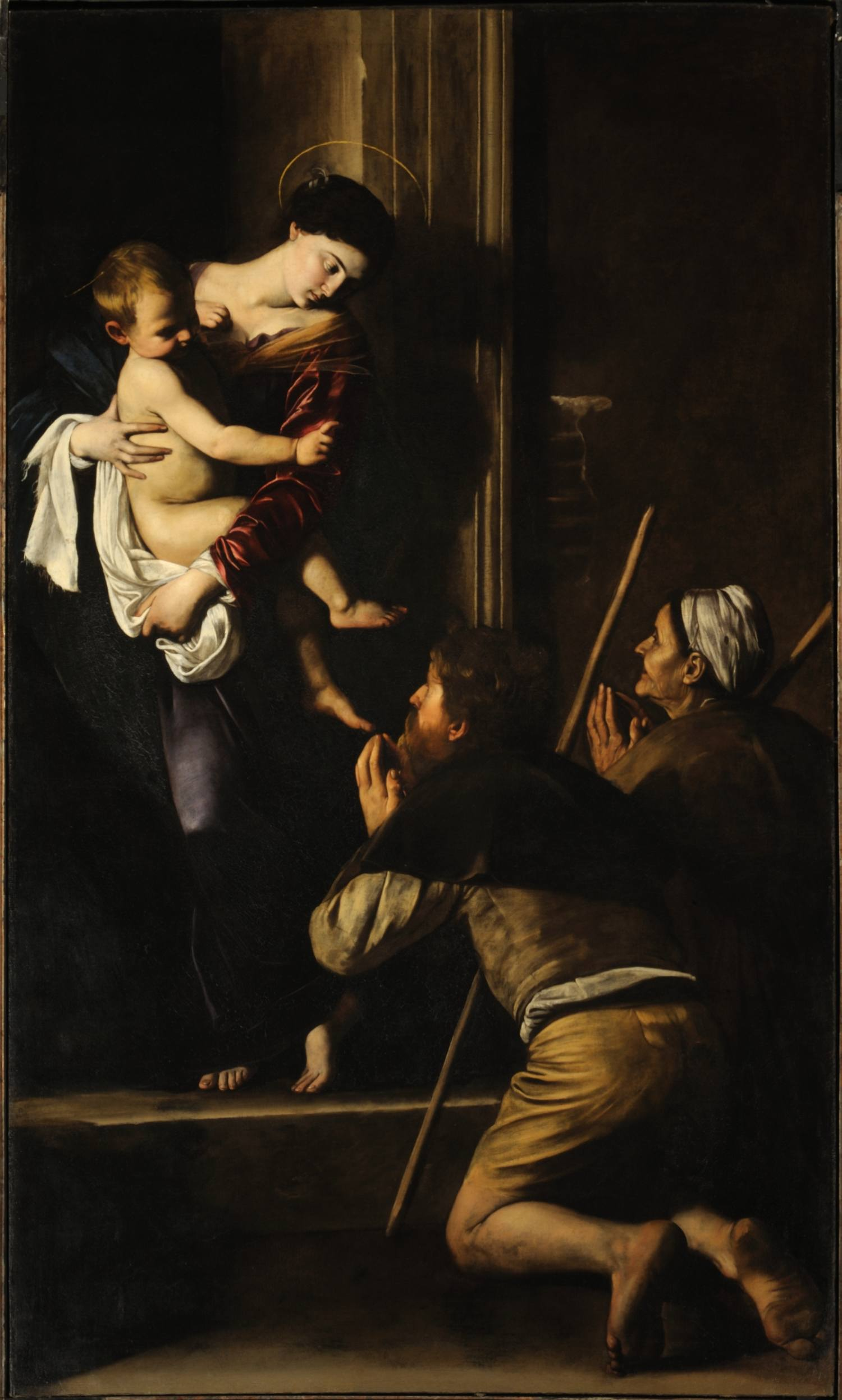
カラヴァッジョ『ロレートの聖母』 (1603-1606年ごろ)、サンタゴスティーノ聖堂、ローマ

一方、聖アンナは茶色のスカートに青色の服を着て、白っぽい布で頭を覆っている。彼女は両手を組んでたたずみ、わずかに口を開けており、聖母子に何かを語っているかのようである。聖アンナのモデルとなっている老婆は、カラヴァッジョの以前の絵画『ロレートの聖母』 (1603年、サンタゴスティーノ聖堂、ローマ) に登場する巡礼者の老婆と同じであろう。同時に、彫像のような聖アンナの姿は、古代ローマの彫像『デモステネス像』 (ニイ・カールスベルク・グリプトテク美術館、コペンハーゲン) に着想を得たのではないかといわれている。
聖母マリアのモデルとなっているのは、「レーナ」として知られるマッダレーナ・アントニエッティ (Maddalena Antonietti) である。レーナは、『ロレートの聖母』においてもモデルを務めていた。カラヴァッジョは彼女と親密な関係を持っていたため、彼女はほかの作品にも登場する。研究者マウリツィオ・マリーニ (Maurizio Marini) は、(当時の) 多くの人がレーナを娼婦であったといっていたが、証拠はないと述べている。いずれにしても、カラヴァッジョがモデルとしたほかの女性たちにくらべ、レーナとの関係はもっと真剣なものであった。彼女は下層階級の出身で、生計を得るために画家たちのモデルを務めていた。